# Rumeurs à l'aube
Rumeurs à l'aube est un ouvrage composite de Benoît Lacroix publié en 2015 aux Éditions Fides.

## Contenu
L'ouvrage se divise en trois grandes parties. 
- La première partie (66 pages) est la retranscription d'une entrevue que l'auteur a donnée à Simone Saumur-Lambert et Pierrot Lambert. Il y a parle de sa vie et y fait part de ses réflexions spirituelles et philosophiques à l'aube de son centenaire (il a 99 ans au moment de l'entrevue, en 2014).
- La deuxième partie (44 pages) est constituée par des textes de cinq à dix pages présentant diverses « réflexions spirituelles ».
- La troisième partie, « Coups de cœur » (157 pages), est constituée de textes très courts (généralement une ou deux pages), intimistes et parfois rêveurs ou poétiques, dans lesquels l'auteur présente divers tableaux simples de sa longue vie, des personnages qui ont jalonné son existence, des expériences et des réflexions diverses.

## Citations
- « Voici la mer, l'océan, je les ai apprivoisés à force de les fréquenter.
Immensité.
Éclatement des frontières.
 L'infini à portée de mes yeux.
Je prie,
Je contemple,
Je fais oraison.
Il n'est pas nécessaire de raisonner. La mer me porte, me parle, elle m'aime.
Si elle m'aime, tout est parfait! »
— « Propos océaniques », p. 157
- « Juin 1930. La Pocatière, chapelle du collège : cinq cents adolescents, tous alignés pour la prière et le chant des cantiques. L'organiste et prêtre Léon de Grand Maison est à l'orgue. Une tradition orale locale tenace veut que l'abbé, déjà prix d'Europe, soit “le meilleur organiste au monde”... en plus de jouer sur un orgue Casavant, “le plus bel orgue en Amérique”! 
Le plus captivant de ces propos quelque peu démesurés est que si peu instruits que nous fussions en musique d'orgue, nous croyons aujourd'hui que son interprétation de la Toccata et Fugue de Bach, BWV 565, est ce qu'il y a de plus désirable au monde.
[...] Nous avions quinze ans et nous étions pensionnaires... Neuf mois par année! Chère Toccata! Prélude favori de notre départ pour les vacances. » 
– « La toccate et fugue BWV 565 », pp. 245-246
- « Les années ont passé. Groulx est oublié sinon mis à part par la majorité des historiens québécois de la nouvelle vague. Mais j'ai appris du fleuve que les vagues passent, se brisent d'elles-mêmes et que lui, le fleuve, il dure. Je pense à Saint-Denys Garneau, jadis mis au rancart et aujourd'hui lu, relu, réédité.
Patience, les amis! Groulx reviendra! » 
– « Lionel Groulx (1878-1967) », p. 253